# Acalolepta densefuscomarmorata
Acalolepta densefuscomarmorata es una especie de escarabajo longicornio del género Acalolepta, tribu Monochamini, subfamilia Lamiinae. Fue descrita científicamente por Breuning en 1982.
Se distribuye por Papúa Nueva Guinea. Mide aproximadamente 12 milímetros de longitud.